# Legendario (álbum)
Legendario es el segundo álbum de estudio del grupo español de heavy metal Tierra Santa, el cual está compuesto de 10 canciones y salió a la venta en 1999.
El disco está inspirado mayormente en historias medievales, como por ejemplo «Legendario», que está inspirado en el Cantar de Mío Cid.
El álbum fue grabado en los estudios Sonido XXI por Juanan y Javier San Martín y fue mezclado y producido por Ángel San Juan y Javier San Martín.

## Lista de canciones
1. «La profecía» - 1:16
2. «Séptima estrella» - 3:54
3. «La cruzada» - 4:35
4. «El bastón del Diablo» - 5:18
5. «Reconquista»- 4:05
6. «Legendario» - 4:49
7. «La mano de Dios» - 4:38
8. «Atlántida» - 3:39
9. «Drácula» - 4:00
10. «Los Diez Mandamientos»- 6:29

## Formación
- Ángel San Juan - voz y guitarra
- Arturo Morras - guitarra
- Roberto Gonzalo - bajo
- Iñaki Fernandez - batería
- Óscar Muñoz - teclados